# Rui Augusto Gomes

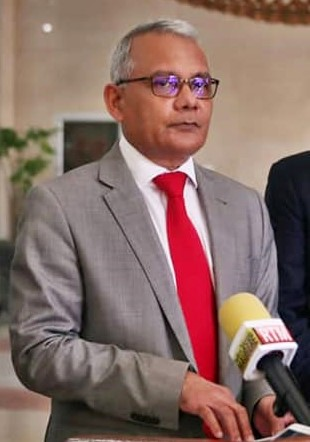
Rui Augusto Gomes (2022)

Rui Augusto Gomes (* 21. September 1958 in Dili, Portugiesisch-Timor) ist ein Akademiker und Politiker aus Osttimor. Er gehört keiner Partei an.

## Werdegang
Gomes erhielt an der London South Bank University einen Doktortitel. 1998 war er Dozent an der Universität Porto.
Am 5. August 2015 wurde Gomes von Staatspräsident Taur Matan Ruak zu seinem Stabschef (tetum Xefe Kaza Sivíl) ernannt und löste damit Fidelis Leite Magalhães ab. Davor war Gomes ein persönlicher Berater des Präsidenten in Wirtschaftsfragen.
Am 15. September 2017 wurde Gomes als Minister für Planung und Finanzen in der VII. Regierung Osttimors vereidigt. Seine Amtszeit endete mit Antritt der VIII. Regierung Osttimors am 22. Juni 2018.
Am 8. Juni 2020 wurde Gomes mit der Leitung des Teams betraut, das Maßnahmen zur wirtschaftlichen Erholung Osttimors nach der COVID-19-Pandemie entwickeln soll. Als Finanzminister Fernando Hanjam aufgrund von Krankheit ausfiel, wurde Gomes am  23. November wieder zum Finanzminister ernannt. Das Ministeramt hatte er bis zum Ende der Legislaturperiode am 30. Juni 2023 inne.

## Veröffentlichungen
- Pembangunan or kolonialisme? : administering development in East Timor, Thesis (M.A.), Murdoch University, 1997.
- Some thoughts for alternative development assistance to East Timor, Arbeit zur 8. Christlichen Konsulatationen zu Osttimor, Lissabon, Portugal, 13.–14. September 1997.